# トマス・E・ブラムレット
トマス・エリオット・ブラムレット（英: Thomas Elliott Bramlette、1817年1月3日 - 1875年1月12日）は、19世紀アメリカ合衆国の政治家、弁護士であり、1863年から1867年まで第23代ケンタッキー州知事を務めた。南北戦争のさなかにあった1863年に知事に選ばれ、戦争の残り期間からレコンストラクション時代の初めにかけて、ケンタッキー州を指導した。戦争が始まったときは、将来ある政歴を一次止めて北軍に志願し、ケンタッキー第3歩兵連隊を立ち上げて指揮した。1862年、エイブラハム・リンカーン大統領がブラムレットをケンタッキー州の地区検事に指名した。その1年後の州知事選挙では統一民主党の候補者になった。北軍による選挙干渉もあって、ブラムレットは大差で対抗馬チャールズ・A・ウィクリフを破り当選した。しかし、1年も経たないうちに、ケンタッキー州のアフリカ系アメリカ人を徴兵したり、ケンタッキー州民に対して人身保護令状の発行を停止するなど連邦政府の政策もあって、リンカーン政権に対する支持を放棄し、「州をアメリカ連合国の中で血の洗礼を行う」と宣言した。
戦後、ブラムレットは州内の元アメリカ連合国支持者の大半に恩赦令を発行した。アメリカ合衆国憲法修正第14条と同第15条の批准に反対し、州内で解放奴隷局を設立することにも反対した。戦争とその後始末に関わらない業績としては、州の負債を減らし、ケンタッキー州農業機械カレッジ（現ケンタッキー大学）を設立したことがあった。知事を退任した後、ルイビルでの法律実務に戻った。ブラムレットは1875年1月12日に死に、ケイブヒル墓地に埋葬された。

## 初期の経歴
トマス・E・ブラムレットは1817年1月3日に、ケンタッキー州カンバーランド郡（現クリントン郡）のエリオットのクロスロードで生まれた。父はアンブローズ・S・ブラムレット大佐、母はサラ（旧姓エリオット）だった。父はケンタッキー州上院議員を2期、同下院議員を数期務めていた。
ブラムレットは法律を勉強し、20歳の1837年に法廷弁護士として認められ、ルイビルで法律実務を始めた。その年9月、最初の妻サリー・トラビスと結婚した。この夫妻には2人の子供が生まれ、トマスおよびコリンと名付けた。
1841年、ブラムレットはクリントン郡を代表してケンタッキー州下院議員に選ばれ、その政歴が始まった。1848年、ジョン・J・クリッテンデン州知事がブラムレットを州検察官に指名した。1850年に州検察官を辞任し、法律実務に戻り、1852年にはコロンビアに移転した。1853年、ホイッグ党公認でアメリカ合衆国議会下院議員に立候補したが、民主党員のジェイムズ・クリスマンに敗れた。1856年、ケンタッキー州第5司法地区の判事に選出され、その職を5年間立派に務めた。

## 軍務
1861年8月7日、ブラムレットは判事を辞任し、北軍の大佐に任官された。南北戦争ではケンタッキー州が中立を守るという合意に違背して、ケンタッキー第3歩兵連隊を立ち上げて指揮した。同年9月19日、連隊はレキシントンに行軍し、そこで9月21日に予定されていた平和会議を中止させ、州選出アメリカ合衆国上院議員ジョン・ブレッキンリッジを逮捕しようとした。この行動が遅れたためにブレッキンリッジが逃亡して逮捕を免れ、その後間もなく南軍に入隊した。
1862年7月13日、ブラムレットはテネシー州ディチャードで軍務から身を退いた。ルイビルに戻って、エイブラハム・リンカーン大統領から提案されたケンタッキー州地区検事に就任した。この任にある間に、アメリカ連合国およびその同調者に対する戦時法を活発に強制させた。

## ケンタッキー州知事
1863年のケンタッキー州知事選挙で統一民主党はジョシュア・フライ・ベルを候補者に選んだが、ベルは北軍と共にあるケンタッキー州の将来について懐疑的であり、候補者名簿からの削除を望んだ。党の中央委員会はベルの代わりにブラムレットを選定し、ブラムレットは選挙に出馬するために北軍の准将任官を辞退した。この選挙戦中、北軍が元州知事の候補者チャールズ・A・ウィクリフの支持者を脅し、投獄した。その結果、ブラムレットは4対1に近い大差で選挙を制し当選した。ブラムレットは知事である間に、アメリカ合衆国下院議員の就任提案を拒否し、1864年にはアメリカ合衆国副大統領の民主党候補になることも辞退した。

### 南北戦争
1863年12月、ブラムレットは議会で演説し、州は北軍に対して兵士の割り当てを満たしたと宣言した。1864年1月4日、南軍の同調者が州内で起きているゲリラ戦全てに責任があると宣言し、ゲリラを支援していることが分かった者には厳格な科料と投獄を課すと規定させた。
ブラムレットは北軍側の忠実な支持者として州知事に就任したが、一年も経たない内に、「州をアメリカ連合国の中で血の洗礼を行う」と宣言した。ブラムレットが心変わりした理由には多くのものがあった。スティーブン・バーブリッジ将軍がケンタッキー州で黒人を兵役に登用すると決断した問題を取り上げ、ケンタッキー州が割り当てを満たせなかった場合にのみこの手段を選ぶよう求めた。1864年7月5日に事態が悪化した。リンカーン大統領がケンタッキー州民に対する「人身保護令状」の発行を中止させた。バーブリッジは州民を脅し続け、1864年アメリカ合衆国大統領選挙に干渉し、副知事のリチャード・テイラー・ジェイコブを州から追放した。1865年1月に州議会が再度招集されたとき、ブラムレットは北軍の戦術に対する反対論を叫び続けた。それでもアメリカ合衆国憲法修正第13条の成立は奨励し、奴隷制度は「決定的に消えるべきだ」と主張した。

### レコンストラクション時代
ブラムレットはリンカーン政権のやり方に同意できなかったにも拘わらず、リンカーン暗殺の報せを受けたときには、服喪と祈りの日を宣言した。州議会は新大統領のアンドリュー・ジョンソンに、州内の戒厳令を止めるよう請願した。しかし州政府と連邦政府の間の緊張関係は残った。ブラムレットは、21歳以上の白人男性市民で、2年間以上州内に住んだ者は全て、選挙権を持つと宣言した。民主党員知事の行動に刺激されて、ケンタッキー州では上下両院と州選出アメリカ合衆国下院議員9人の内の5人を民主党が支配することになった。ジョンソン大統領はケンタッキー州の請願を受け取り、州内で戒厳令を止め、「人身保護令状」発給を再開させた。
1865年12月に州議会が招集されたとき、ブラムレットは元アメリカ連合国支持者の大半に恩赦令を発行することで、州内の調和を回復させようとした。ブラムレットと議会の多数はアメリカ合衆国憲法修正第14条と同第15条の批准に反対し、州内で解放奴隷局を設立することにもブラムレットが抗議した。
ブラムレットは南北戦争に関係のないことでの業績を誇っていた。例えば州の負債を減らし、ケンタッキー州農業機械カレッジ（現ケンタッキー大学）を設立したことがあった。政府債券で手当てした有料道路建設、天然資源の開発を支持し、レコンストラクションを支持するための適切な労働力を得るために移民を奨励した。

## 晩年と死
ブラムレットは知事を退任した後、アメリカ合衆国上院議員選挙に出て落選した。最初の妻サラが死んだ2年後の1874年には後妻のメアリー・E・グラハム・アダムズと結婚した。ルイビルで法律実務を再開し、多くの慈善団体のパトロンになった。
ブラムレットは短期間病気を患った後の1875年1月12日に死んだ。ルイビルのケイブヒル墓地に埋葬されている。

## 関連図書
- “Governor Thomas E. Bramlette”. The Register of the Kentucky Historical Society 5:  pp. 27–28. (January 1907).